# Neoclytus cristatus
Neoclytus cristatus là một loài bọ cánh cứng trong họ Cerambycidae.